# Snoop Dogg Presents Christmas In Tha Dogg House
| Críticas profissionais | Críticas profissionais |
| Avaliações da crítica  | Avaliações da crítica  |
| Fonte                  | Avaliação              |
| ---------------------- | ---------------------- |
| Allmusic               | [ 1 ]                  |

Snoop Dogg Presents Christmas in Tha Dogg House é uma coletânea musical do rapper estadunidense Snoop Dogg, lançado em 16 de Dezembro de 2008. O álbum foi disponibilizado apenas em formato digital.

## Faixas
| N.º            | Título                             | Duração |  |
| 1.             | "Christmas Intro"                  | 2:51    |  |
| 2.             | "Xmas on Soul"                     | 4:04    |  |
| 3.             | "This Christmas"                   | 2:50    |  |
| 4.             | "A Gift That Keeps on Giving"      | 3:00    |  |
| 5.             | "A New Xmas"                       | 3:21    |  |
| 6.             | "I Miss Them Days"                 | 3:20    |  |
| 7.             | "A Very Special Christmas"         | 3:20    |  |
| 8.             | "Twas the Night Before Xmas"       | 2:54    |  |
| 9.             | "My Little Mama Trippin on Xmas"   | 2:35    |  |
| 10.            | "Just Like Xmas"                   | 3:57    |  |
| 11.            | "Look Out"                         | 5:22    |  |
| 12.            | "When Was Jesus Born?"             | 2:52    |  |
| 13.            | "Xmas Trees"                       | 2:15    |  |
| 14.            | "Everyday Is Like Christmas to Me" | 2:37    |  |
| 15.            | "Christmas in the Hood"            | 3:54    |  |
| 16.            | "The Grinch"                       | 3:36    |  |
| 17.            | "It's Christmas Time"              | 4:11    |  |
| 18.            | "Landy in My Egg Nog"              | 3:41    |  |
| 19.            | "Christmas Outro"                  | 2:59    |  |
| 20.            | "A Pimp's Christmas Song"          | 5:05    |  |
| Duração total: | Duração total:                     | 68:38   |  |